# Terra X: Geheimakte Sophienschatz
Geheimakte Sophienschatz ist ein deutscher Dokumentarfilm aus dem Jahr 2009, der vom ZDF mit einer Länge von 45 Minuten produziert und erstmals am Sonntag, dem 6. September 2009 um 19.30 Uhr im ZDF im Rahmen von Terra X ausgestrahlt wurde. Filmautoren sind Birgit Tanner und Carsten Gutschmidt.
Der Sophienschatz bestand aus 56 goldenen Grabbeigaben, 100 Ringen aus purem Gold, dutzenden Armbändern und Ketten aus Gold und Emaille sowie acht goldenen Ordensketten. Diese waren Beigaben aus Fürsten- und Bürgergräbern zwischen dem 15. und 17. Jahrhundert, die in der bis 1963 abgetragenen Dresdner Sophienkirche gefunden worden waren. Der Film dokumentiert den Raub am 20. September 1977 aus dem Stadtmuseum Dresden.
Den Raub soll, so die Aussagen des Filmes, von Stasi-Chef Erich Mielke veranlasst worden sein. So hatte die DDR bereits in den 1950er Jahren mit Schatzsuchen begonnen, wobei viele im Dritten Reich versteckten Kunstschätze gefunden und ins Ausland verkauft wurden. Alexander Schalck-Golodkowski leitete später im Rahmen einer „Kunst und Antiquitäten GmbH“ den Raub und Weiterverkauf von DDR-Kunstschätzen. Der Film zeigt die Vermutung auf, dass es sich auch hier um eine Devisenbeschaffung gehandelt haben könnte.
Erst im Jahr 1999 gelang die Wiederentdeckung von 38 Stücken des Sophienschatzes in Oslo durch den Chefermittler Jürgen Oelsner, auf der Grundlage der Zeichnungen des Fahndungszeichner Karl-Heinz Sobierajski gemeinsam mit dem Grafiker Martin Hänsch, die dann 2005 von der Stadt zurückgekauft wurden. Zu den übrigen, weiterhin verschollenen 18 Teilen des Sophienschatzes gehört auch eine Königskette aus 1,3 Kilogramm reinem Gold.